# Citroën Typ 23

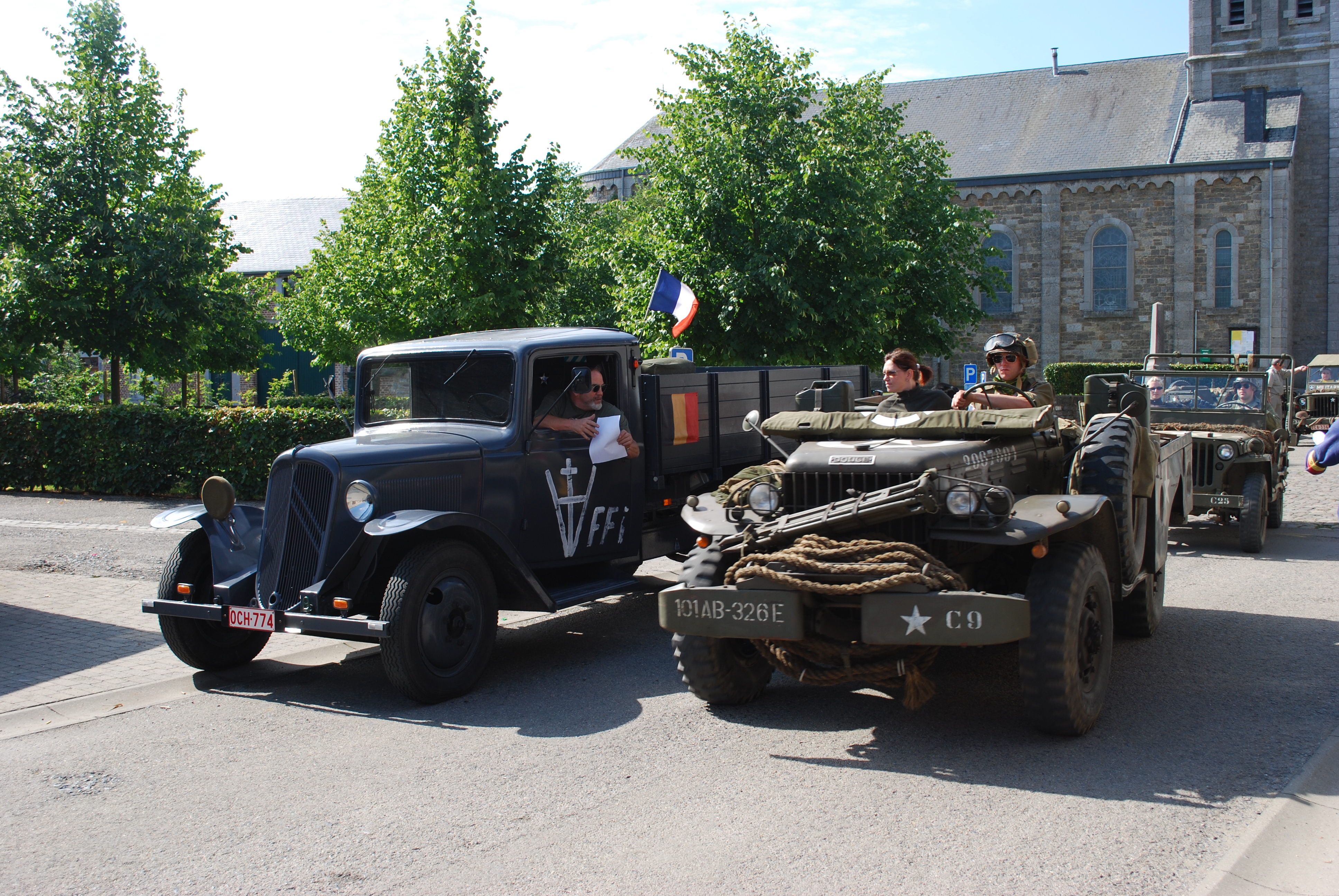
Citroën Typ 23 beim Militär

Der Citroën Typ 23, auch U23 genannt, war ein kleiner Lastkraftwagen und Omnibus, den Citroën 1935 herausbrachte.

## Beschreibung
Obwohl die Motorhaube und der gesamte vordere Teil des Fahrzeugs dem Citroën Traction Avant ähnlich sahen, hatte der Typ 23 einen herkömmlichen Hinterradantrieb. Das Fahrzeug wurde während des Zweiten Weltkriegs von der französischen Armee, ab Juli 1940 neu gebaute Fahrzeuge auch von der deutschen Wehrmacht verwendet. Lastkraftwagen wurden im Nutzlastbereich von 1,5  bis 2,5 Tonnen gebaut. Die Omnibusmodelle des Typ 23 waren für 12 bis 17 Personen ausgelegt.

## Produktion
Die Produktionsdauer des Citroën Typ 23 war mit dem Zeitraum 1935–1969 vergleichsweise lang und recht umfangreich. Von 1935 bis Juni 1940 wurden über 22.000 Stück gebaut, davon von Beginn des Zweiten Weltkriegs bis zur deutschen Invasion in Frankreich über 13.000 an die französische Armee geliefert. Weitere 6000 folgten von Juli 1940 bis 1944 für die deutsche Wehrmacht.
Im Jahr 1953 erhielt das Fahrzeug ein völlig überarbeitetes und dem Stil der Zeit angepasstes neues Führerhaus und hieß jetzt U23. Insgesamt wurden 121.902 Citroën 23 und U23 von 1935 bis 1969 hergestellt. Nachfolger des Citroën Typ 23 war der Citroën Belphégor.

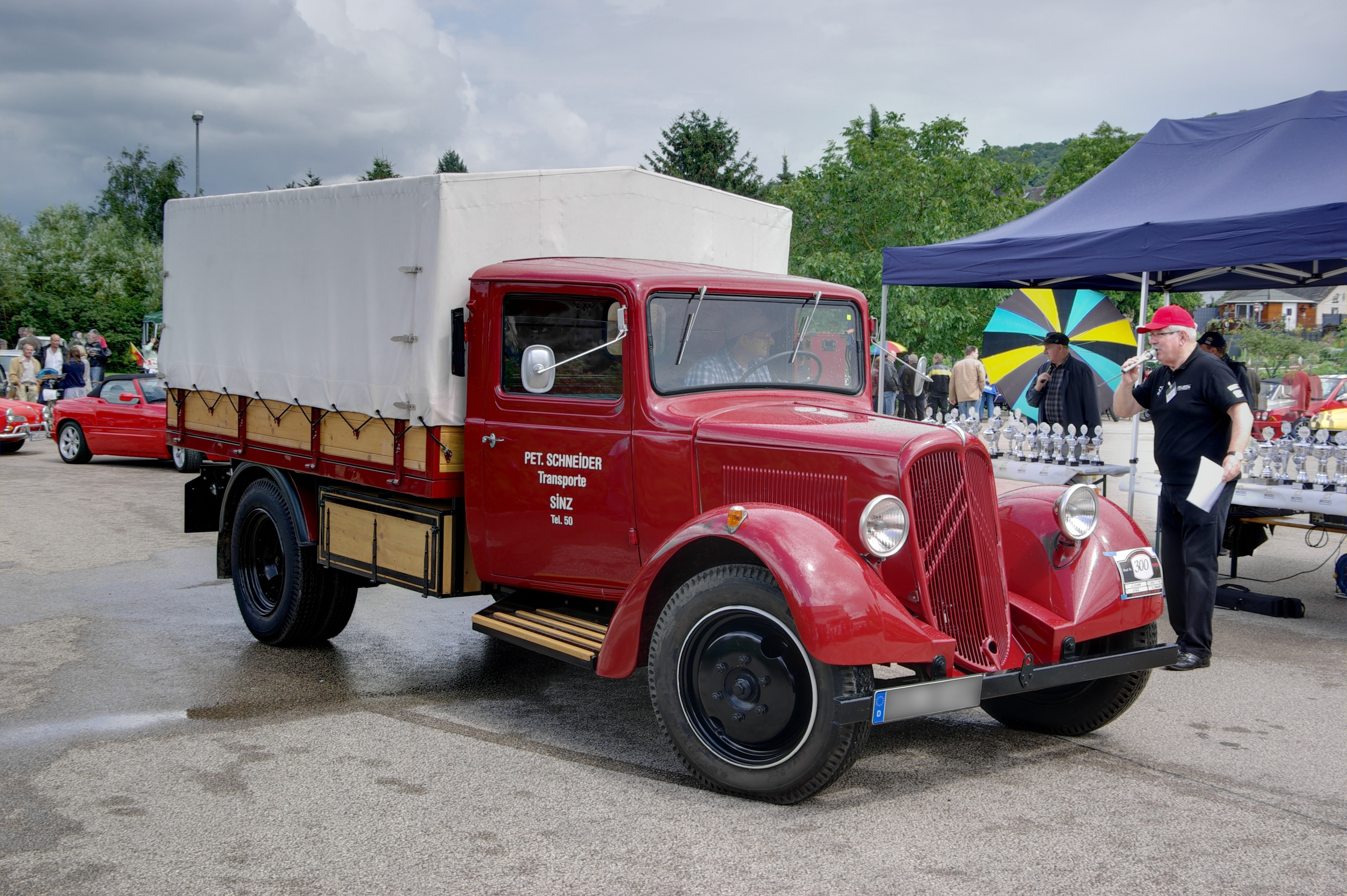
Citroën Typ 23 U, Lastkraftwagen 1,5 t.
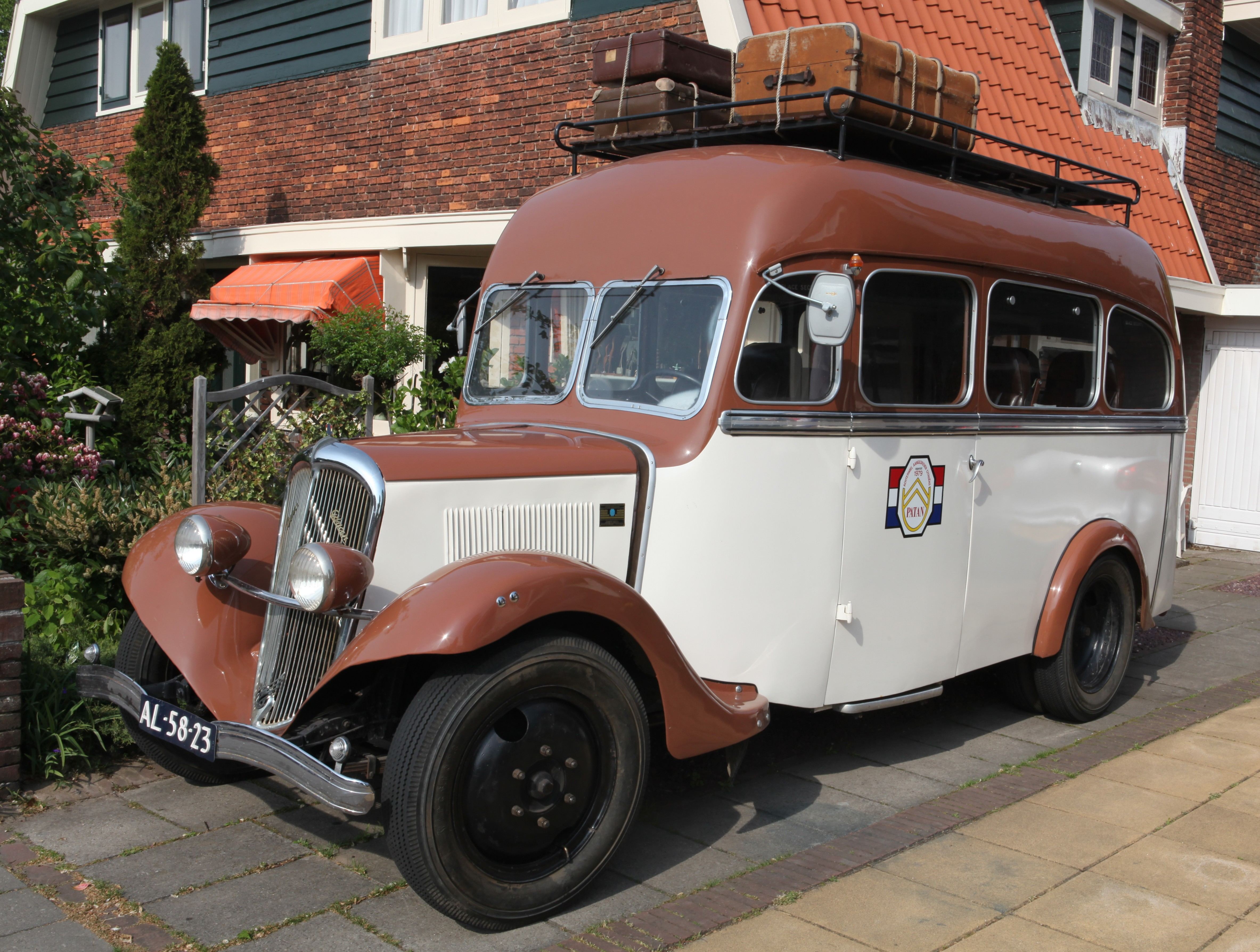
Citroën Typ 23, Omnibus bis 17 Personen.
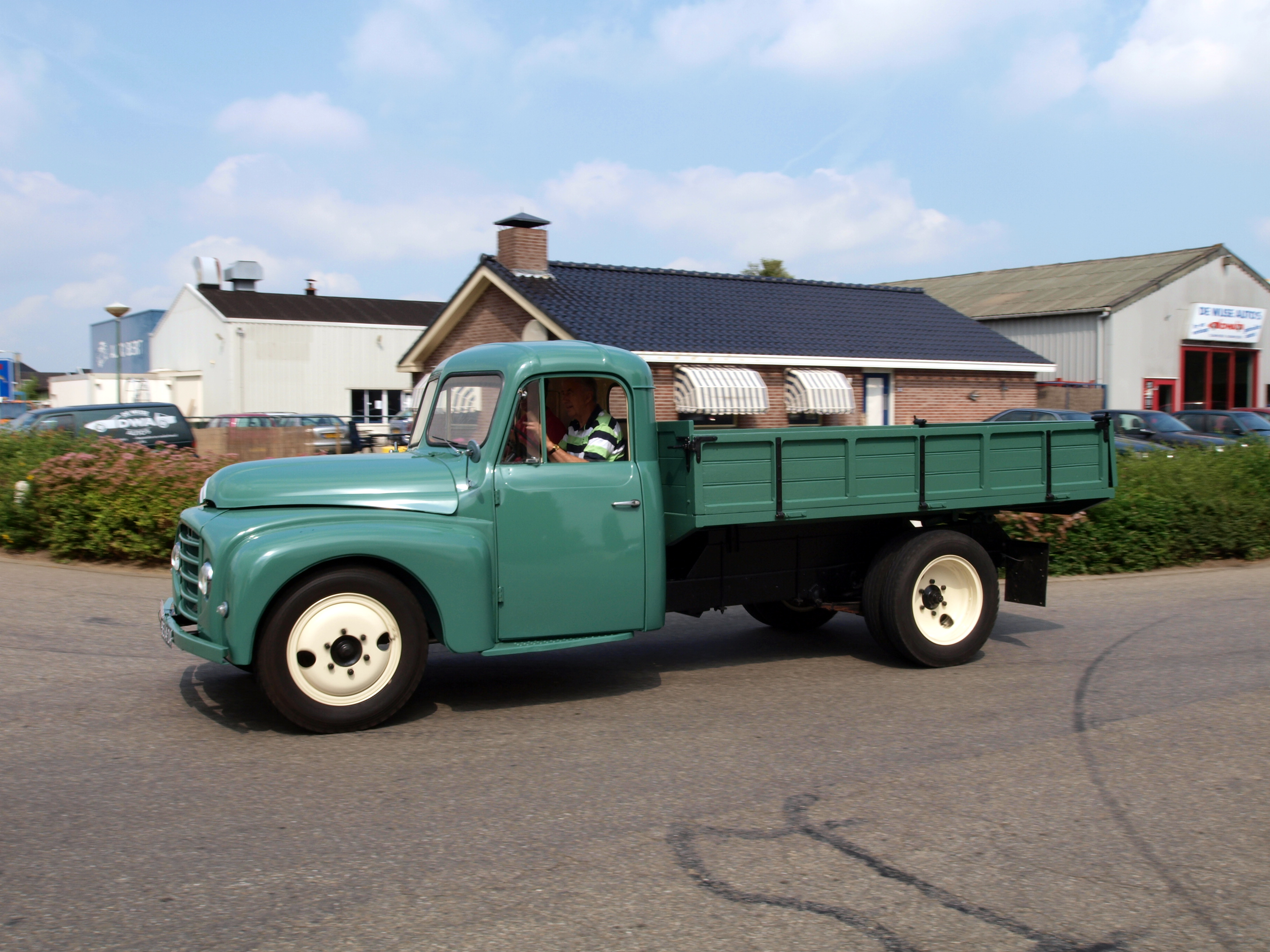
Citroën Typ 23 R, Nachkriegsmodell

## Technische Daten

### Motor
Der Vierzylinder-Ottomotor hat bei einer Bohrung von 78 mm und einem Hub von 100 mm einen Hubraum von 1911 cm3. Er wurde in vielen Fahrzeugen, vom Traction Avant bis H und DS verwendet. Die Leistung wird mit 42 PS, die Höchstgeschwindigkeit mit 70 km/h angegeben. Da der Typ 23 Hinterradantrieb über eine Kardanwelle hat, wurde der Motor abweichend zum Traction Avant um 180° gedreht eingebaut und die Drehrichtung der Kurbelwelle umgekehrt (auf linksdrehend). Damit ist die Drehrichtung einer Starterkurbel weiterhin rechts herum, da man annahm, dass das Andrehen per Hand nach rechts einfacher ist. Ähnliches praktizierte Citroën auch beim Typ H, der allerdings ein Getriebe mit Vorderradantrieb besitzt. Das spezielle Getriebe hat drei sehr kurze Gänge, um die Kraft zu übertragen, ohne den Motor überzubelasten.
Der ab den 1950er Jahren wahlweise angebotene  Dieselmotor ist entweder von Perkins oder Indénor und hat bei einer Bohrung von 88,9 mm und einem Hub von 127 mm einen Hubraum von 3150 cm³.

### Maße und Gewichte

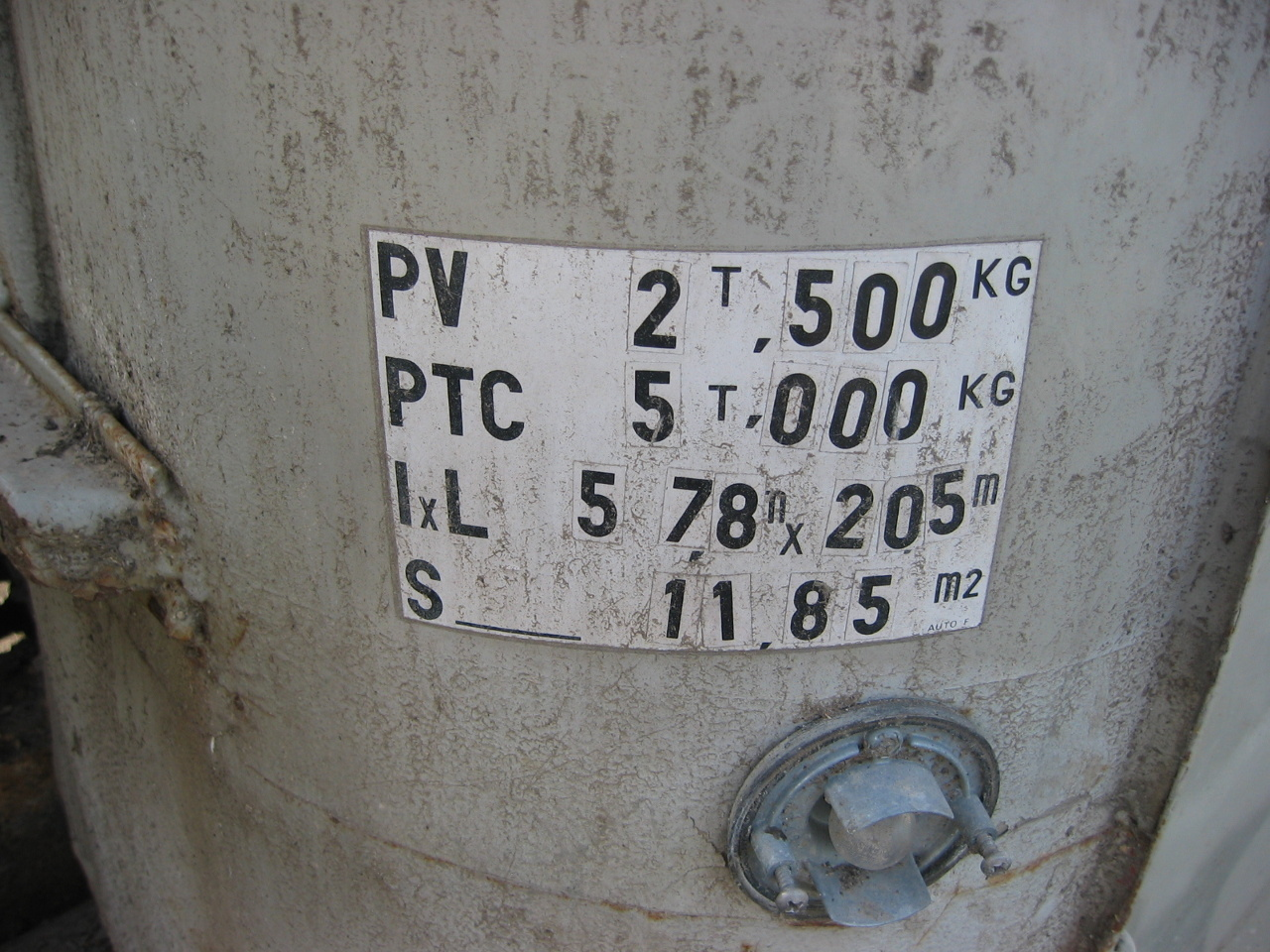
Gewichtsangaben am Fahrzeug

Es gab vom Chassis eine normale und eine lange Ausführung: Das normale Fahrgestell war 4,76 m lang, 1,965 m breit und 2,108 m hoch, der Radstand betrug 2,92 m. Das Leergewicht lag bei 1400 kg.
Die lange Ausführung war bei gleicher Breite 5,49 m lang und 2,42 m hoch, der Radstand betrug 3,653 m, das Leergewicht lag etwa 200 kg höher. Das größte Model ist der Typ U23 A50 mit 5,78 m Länge, 2,05 m Breite und einem zulässigen Gesamtgewicht von 5 t.
Die Zuladung betrug beim Typ 23 ca. 1500 kg, beim U23 je nach Ausführung 1500 bis 2500 kg.

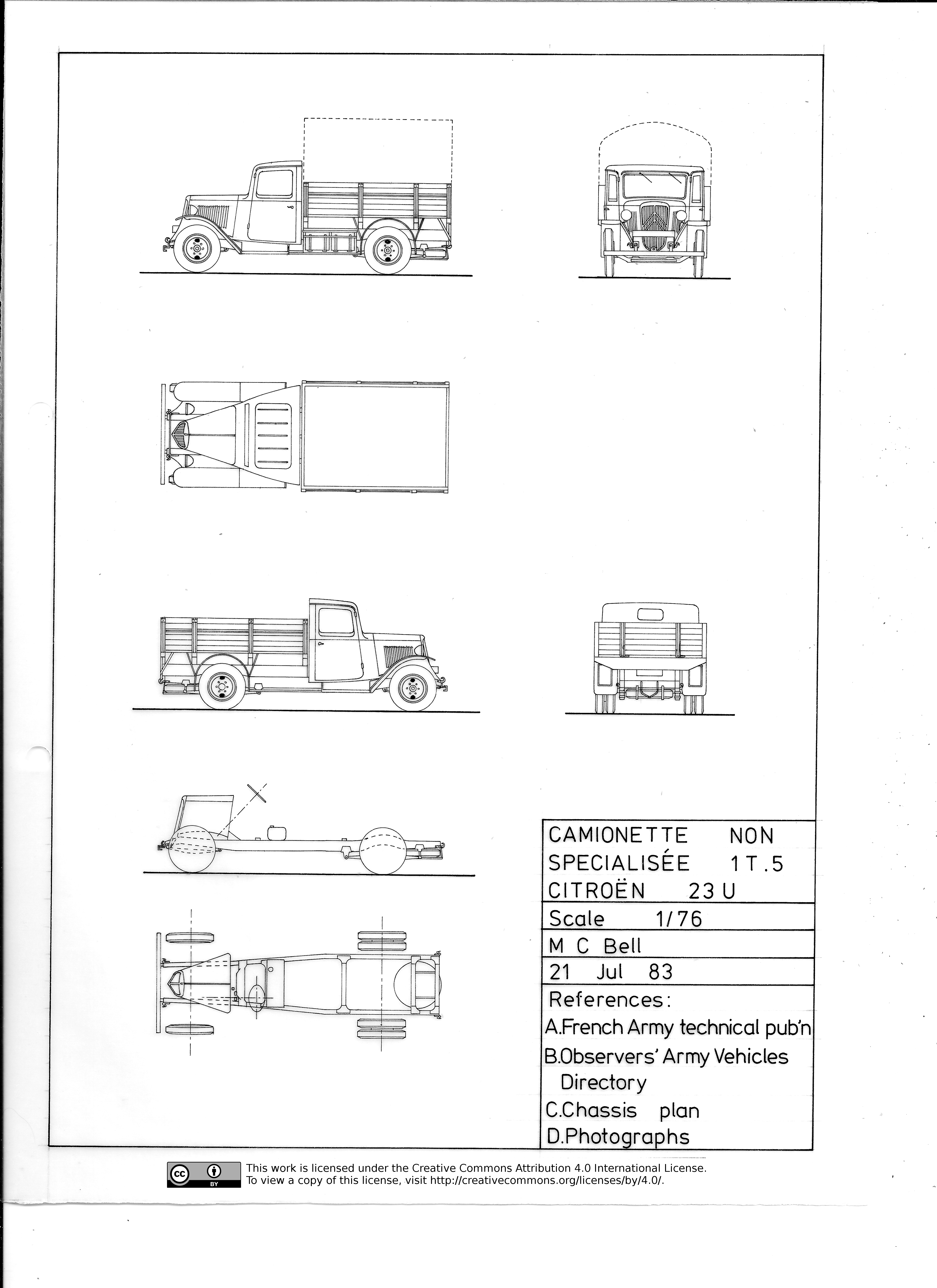
Citroën Typ 23 U, Lastkraftwagen 1,5 t.
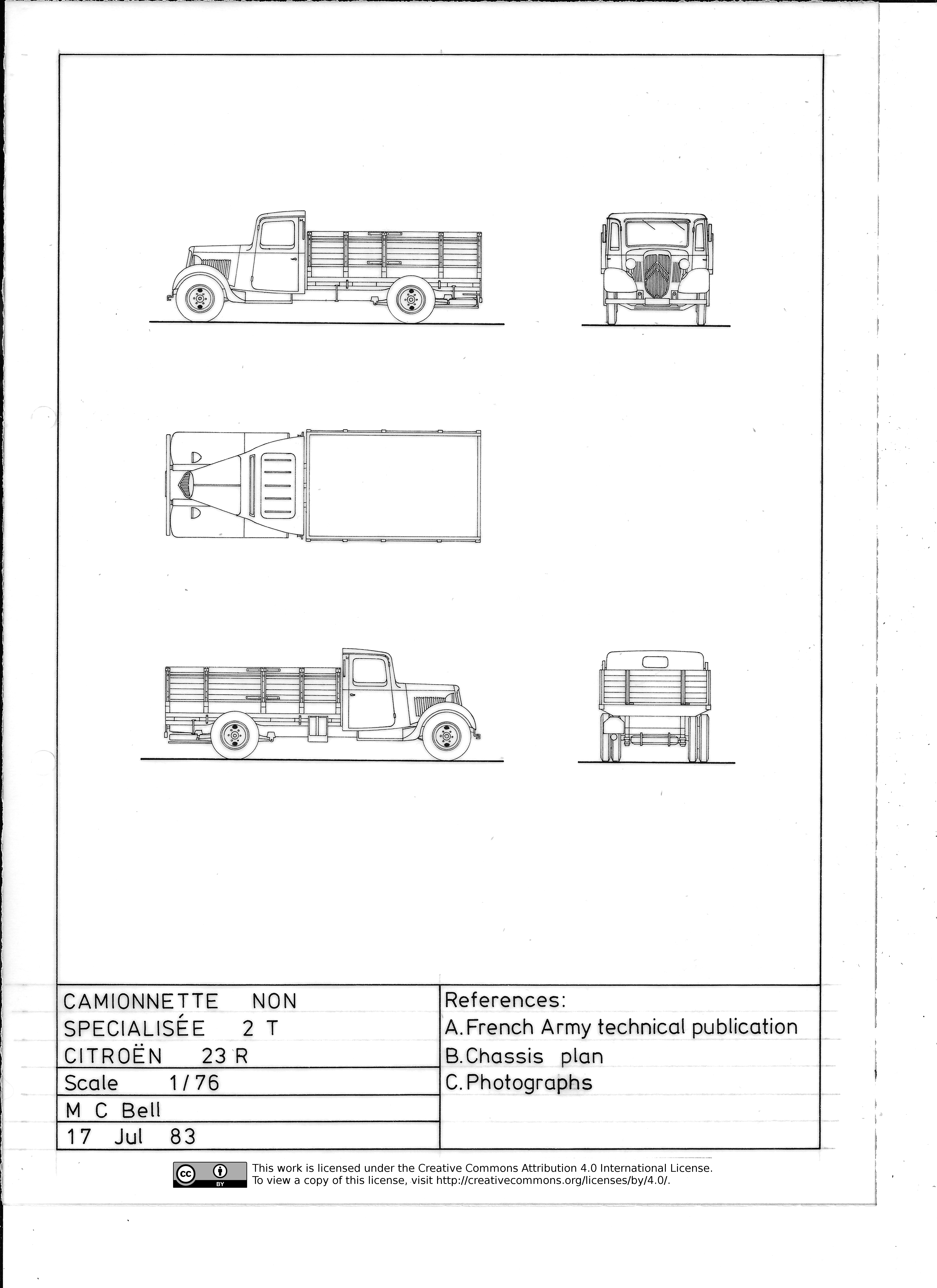
Citroën Typ 23 R, Lastkraftwagen 2,5 t.
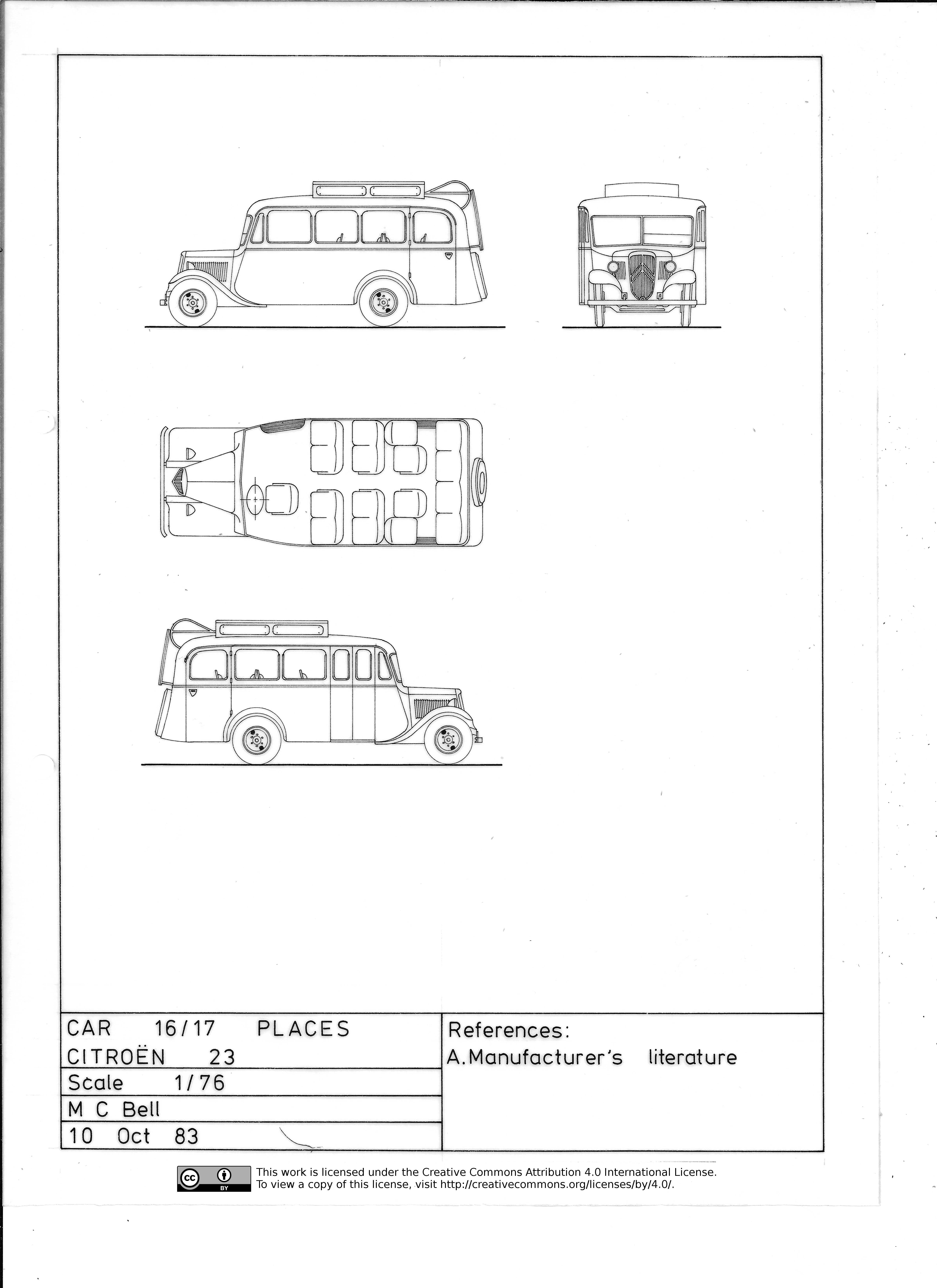
Citroën Typ 23, Omnibus bis 17 Personen.